# Стипулув
Стипулув (пол. Stypułów, нім. Herwigsdorf) — село в Польщі, у гміні Кожухув Новосольського повіту Любуського воєводства.
Населення — 961 особа (2011).
У 1975-1998 роках село належало до Зеленогурського воєводства.

## Демографія
Демографічна структура станом на 31 березня 2011 року:
|          | Загалом | Допрацездатний вік | Працездатний вік | Постпрацездатний вік |
| -------- | ------- | ------------------ | ---------------- | -------------------- |
| Чоловіки | 496     | 121                | 344              | 31                   |
| Жінки    | 465     | 106                | 254              | 105                  |
| Разом    | 961     | 227                | 598              | 136                  |